# 诺夫连斯科耶农村居民点
诺夫连斯科耶农村居民点（俄语：Новленское сельское поселение）是俄罗斯联邦沃洛格达州沃洛格达区所属的一个农村居民点。其下辖有186个居民点，行政中心为诺夫连斯科耶。据2015年统计，该农村居民点的人口为3418人。